# Отношения между Молдова и Русия 2
Руско-молдовските външнополитически отношения се основават на сътрудничество, стратегическо партньорство и приятелство съгласно договора от 2001 г.

## История
Името на Стефан Велики (1433 – 1504) – княз на княжество Молдова, се свързва с началото на руско-молдовските отношения. Исторически източници свидетелстват за съществуването на съюзнически договор на княза с Москва. Бракът на Стефан Велики с Евдокия от рода Рюрикови и бракът на дъщеря им Елена с наследника на руския престол Йоан Иванов свидетелстват за добрите отношения между Молдова и Русия. Йоан III – внук на Стефан Велики, през 1498 г. е провъзгласен за наследник на Руския престол.
От 1924 г. в земите на изток от Днестър се установява съветско влияние. Създадена е Молдовска автономна съветска социалистическа република (МАССР) в състава на Украинската съветска социалистическа република (УССР). През 1940 г. по време на Втората световна война СССР завладява част от Бесарабия, където (включвайки и МАССР) сформира на 2 август Молдовска съветска социалистическа република (МССР). През 1941 година Румъния, подкрепена от Германия, завладява територията ѝ и упражнява контрол върху нея до 1944 г., когато съветските власти успяват да си я възвърнат.

## Съвременно развитие
Във външнополитическите отношения между Русия и Молдова се открояват 2 периода. Първият е от 1991 до 2002 г., а вторият е от 2003 г. до днес.
През декември 1991 г. Русия и Молдова признават взаимно независимостта си и на 6 април 1992 г. между тях се установяват дипломатически отношения. Те са във възход и на 19 ноември 2001 г. в Москва президентите на Русия и Молдова подписват договор за приятелство и сътрудничество]], в сила от май 2002 г. В преамбюла на документа се включват разпоредби за стратегическо партньорство между страните и ролята на Русия като посредник и гарант на политическо уреждане на конфликта в Приднестровието.
През втория период се забелязва рязък спад в двустранните отношения. Той се свързва с неуспеха през 2003 г. на руския план за Приднестровието. Молдова не приема т.нар. меморандум „Козак“, който предлага Молдова да се организира на федерален принцип и по този начин да намери разрешение на Приднестровския конфликт. Молдовският президент Виктор Воронин (3-ти президент с мандат от 7 април 2001 до 11 септември 2009) взема това решение „по съвет на“ генералния секретар на НАТО Яп де Хоп Схефер. През 2004 г. управляващите в Молдова забраняват преките предавания на руските телевизионни канали REN-TU, TNT и DTV и потвърждават ангажимента си към НАТО и ЕС.

## Приднестровски конфликт

### Начало на конфликта
Областта Приднестровие се намира на левия бряг на река Днестър и днес е част от територията на Молдова. Историческите факти говорят, че тази област е обект на засилен интерес както от страна на Русия, така и на Румъния от повече от 200 години. Конфликтът с Приднестровието е продължение на историческите събития, които сформират етно-културата на населението му. Той започва още през 1989 г., след като Молдова обявява независимост и решава да въведе румънския език като официален и да се обедини с Румъния. Това води до въоръжен конфликт между поддръжници и противници на това решение. Създава се Приднестровска молдовска република – провъзгласена на 2 септември 1990 г. и непризната до днес от никой. Нарастващият конфликт предизвиква размирици на територията на Приднестровието и на 2 ноември 1990 г. падат първите жертви.
Временният върховен съвет на ПМССР преименува 3 дни по-късно района в Приднестровска молдовска република (ПМР). Тя заема територия от 4163 кв. км и има население от 555 хил. души. На 8 декември 1990 г.се приема Декларация за суверенитета и се формира републиканска гвардия от Приднестровието, на чието подчинение са молдовските силови ведомства в района. Точни данни за жертвите в тези сблъсъци няма. Според източници те са от 100 до 1000 души, но реалните факти сочат, че хиляди са принудени да бягат.

### Роля на Русия
Активна роля в конфликта взима Русия, по-специално генерал Александър Лебед, командващ по онова време 14-а армия, разположена в района. Русия осъзнава намалялото си влияние в бившите си републики и дава подкрепата си за Тираспол (столицата на Приднестровската република), който обединява около себе си район с проруско настроение. След тази намеса и постигнатите договорености молдовските власти временно се отказват от контрола, който имат право да упражняват по конституция като единна и суверенна държава. Чрез намесата на Русия Приднестровието постига първата си победа в отношенията си с Молдова, а именно разколебаването ѝ от защитата на териториалната ѝ цялост. Друга победа на Приднестровието е фактът на ненамеса в конфликта на западните страни в този решаващ момент. Недопускането на външни сили в регулирането на конфликти с бивши републики е типично за СССР и Руската федерация, като негов основен правоприемник. Гореспоменатите факти и подходящият момент вдъхват сила и увереност на приднестровските ръководители за продължаване на тяхната борба. Бойните действия стават по-интензивни през май и кулминират на 19 юни 1992 г., когато се включва тежко въоръжение за овладяване контрола върху град Бендери, намиращ се отдясно на река Днестър, но под контрола на Тираспол.
На 20 и 21 юли 1992 г. се инициират преговори между Борис Елцин (Русия), Мирча Снегур (Молдова) и Игор Смирнов (ПМР) в Москва. Приетата нова инициатива на срещата е изграждане на демилитаризирана зона на сигурност на 10 км от двете страни на река Днестър, в която ще се включи и град Бендери. Основните принципи на договора са териториална цялост на Република Молдова и специален статут за Приднестровието. Друга клауза в договора предвижда жителите от левия бряг на река Днестър да могат сами да определят статута си в случай, че Молдова реши да се присъедини към Румъния. Създадена е 3-странна Обединена контролна комисия между Молдова, Русия и ПМР. Освен делегация, включваща по 10 наблюдатели от всяка държава, договорът предвижда и мироопазващи сили, които да се състоят от 5 руски, 3 молдовски и 2 приднестровски батальона. Всички те действат под обединено командване, подчинено на Обединената контролна комисия, действащ.

### Меморандум „Козак“
Меморандумът „Козак“ е продължение на Московския меморандум от 1997 г. и предвижда да се създаде държава, основана на ефективност и политическа свобода. Документът е представен от Дмитрий Козак, съветник на президента Путин и участник в предизборния му щаб. От начало Молдова приема предложенията, но след разговори с ЕС и САЩ ги отхвърля. Препъни-камъкът за приемането на меморандума е изискването на Русия да поддържа военна база на молдовска територия в продължение на 20 г. Официално Молдова заявява, че това е в противоречие с нейната конституция, според която на нейна територия не се допуска да има чужди войски. Но истинската причина за отказа от руското предложение е ориентацията на Кишинев към евроатлантическата зона на сътрудничество и амбициите му за приемане в ЕС, което би било невъзможно при наличието на руски войски в страната.

### Роля на ЕС
Европейският съюз проявява по-голяма загриженост към Молдова и ѝ прави някои отстъпки. Още през 1998 г. се подписва Споразумение за партньорство и сътрудничество между Молдова и ЕС. През 2001 г. след спечелването на изборите от комунистически настроената партия ЕС насочва усилията си към сътрудничество с нея. В този период Молдова е приета за член на Световната търговска организация (СТО) и е включена в Пакта за стабилност за Югоизточна Европа. Засилените ангажименти на ЕС към бившата съветска република неминуемо рефлектират върху цялостната ориентация на страната и върху стремежа ѝ за разрешаване на Приднестровския конфликт.
Преговорите по Приднестровския конфликт продължават през февруари 2006 г. в Кишинев във формат 5+2 (ПМР, Молдова, Русия, Украйна, ОССЕ + САЩ, ЕС). Засягат се въпроси от икономическа значимост за отношенията между Молдова и Приднестровската молдовска република, военно-промишления комплекс и положението в зоната за сигурност. Поставя се и въпросът за режима на украинско-молдовската граница. ЕС развива определен тип стратегия към бившите съветски републики. Поредната проява на тази стратегия е така нареченото „Източно партньорство“ в рамките на Европейската политика за добросъседство (ЕПД) на ЕС.
Сред най-ценните дипломатически постижения на Република Молдова в областта на европейската интеграция е задълбочаването на двустранния диалог с ЕС. В държавата действа Министерство на външните работи и европейска интеграция. С приетата през 2005 г. Декларация за политическо партньорство страната заявява своята готовност и воля за възприемане на курс към европейска интеграция и сътрудничество. Споразумението за партньорство и сътрудничество между Европейския съюз и Молдова влиза в сила на 1 юли 1998 г. Новата европейска политика за съседство и оформянето на първите планове за действие за 5 от държавите, сред които е и Молдова, се разглеждат като знак за по-сериозна ангажираност на ЕС към страната.
През 2011 г. ЕС все по-остро изразява неудовлетворението си от липсата на решение на Приднестровския проблем. Значителен напредък не се забелязва и ръководството на ЕС видимо започва да губи търпение. Липсата на ясна политическа визия за излизане от тази ситуация може да окаже негативно влияние не само върху отношението на страната с нейните европейски партньори, но и върху живота вътре в нея.

## Икономически обмен
През 1990-те години Русия, която от самото начало на съществуването на ОНД се смята за водещата сила в Общността, въпреки че преживява тежка икономическа криза, не се дистанцира, не загърбва проблемите, свързани с финансовите и икономическите въпроси на своите партньори от ОНД.
Русия има огромно икономическо влияние в Молдова. През 2006 г. стокообменът между двете страни възлиза на 986,9 милиона долара (1% по-малко, отколкото през 2005 г.), износът за Молдова – 663,6 милиона долара (увеличение от 48%), вносът – 323,3 милиона долара (спад с 41%). Русия инвестира в молдовската икономика над 200 милиона долара през 2008 г. Тя играе ключова роля в поддържането на стабилността на социално-икономическата сфера на Молдова. Руският пазар е отворен за стоки и услуги, включително и в рамките на многостранни споразумения. Сключени са дългосрочни договори за доставка на енергия за Молдова (задоволявайки нуждите от природен газ почти 100%, от електричество – около 70%) и на молдовски плодове и зеленчуци за Русия.
През последните години притокът на пари от работещите в Русия молдовци е около 70% от целия обем на паричните преводи. Тази ситуация диктува разширяването на правната рамка на сътрудничеството между компетентните органи на страните, отговарящи за наблюдение на миграционните проблеми, откриването на официални представителства за подобряване на координацията на взаимодействие.
През 2010 г. двустранната търговия на Русия и Молдова е 1532 милиона долара (увеличение в сравнение с 2009 г. от 46,3%). Износът е нараснал с 59,9% до 1111,4 милиона долара, а вносът – с 19,4% до 420,6 милиона щатски долара. В руския износ доминират минерални продукти (75,5%), хранителни и селскостопански продукти (8,1%), химически продукти (5,8%), машини, оборудване и транспортни средства (5,2%). В Молдова са регистрирани 435 предприятия с руски капитали, а тя инвестира в руската икономика приблизително 26 милиона долара. През 2010 г. Русия предоставя хуманитарна помощ на Молдова на обща стойност над 20 милиона долара. Помощта е предназначена за отстраняване на последиците от наводнения на река Род, подпомагане на земеделските производители в Гагаузия, социалното осигуряване и здравеопазването в Приднестровието, както и висшето образование в цялата страна.
Съществуват възможности за подобряване на партньорска дейност между региони на Русия и Молдова. Представители на субекти на Руската федерация участват в инвестиционен форум в Кишинев (11 – 12 октомври 2007), на търговските камари (6 – 7 февруари 2008), на международни форуми в Тираспол (2009 и 2010) и в Гагаузия (ноември 2011).
Предупреждението на Москва към Молдова да се откаже от сътрудничеството с ЕС в замяна на по-евтин руски газ се посреща със сдържаност от Кишинев. Икономически анализатори алармират за случая и изключват каквато и да е възможност бившата съветска република да се поддаде на ултиматума.
По време на посещението си в Русия през август 2012 г. молдовският премиер Владимир Филат се опитва да договори по-ниски цени на природния газ с колегата си Дмитрий Медведев и президента Владимир Путин. През 2011 г. Молдова е внесла 3,1 млрд. куб. м. природен газ от Русия, за което е платила 1 млрд. щ.д. Искането на Филат незабавно е контрирано. „Молдова иска намаление от 30 %…, ние предлагаме Република Молдова да обяви за невалиден протокола за енергийно сътрудничество с ЕС. Това е нашето предварително условие, за да бъдат обсъдени въпросите за намаляване на цените на газа и редуциране на дълга, който сега възлиза на 4,1 млрд. щ.д.“, заявява руският енергиен министър Александър Новак.
В Кишинев искането на Русия е посрещнато със съпротива. „Курсът на европейска интеграция на Молдова не подлежи на преговори“, заявява на 17 септември 2012 г. молдовският президент Николае Тимофти. „Това е изключено. Ако се откажем от протокола за енергийно сътрудничество с ЕС, това би означавало не една, а десет крачки назад по пътя към европейска интеграция“, заявява председателят на молдовския парламент Мариан Лупу. Филат обаче посочва, че Молдова може да предложи на „Газпром“ гаранции за защитата на инвестициите на руската газова компания дори ако страната се присъедини към Европейската енергийна общност.
Русия често използва своя природен газ като геостратегическо оръжие, спирайки доставките му, за да засили влиянието си върху държави, които смята, че са част от нейната сфера на влияние, а дори и за да подчертае по-силната си позиция спрямо ЕС в областта на енергията.

## Културен обмен
Съществува траен интерес на сътрудничество в областта на науката и образованието. През септември 2007 г. в Москва и няколко руски града се провеждат „Дни на молдовската култура“, а в Молдова от 20 до 26 октомври 2008 г. – „Дни на руската култура“. През февруари 2009 г. в Кишинев е открит Център на науката и културата на Руската федерация. От 20 до 27 септември 2011 г. Молдова е домакин на „Дни на руската култура“.
Принос към развитието на историческите традиции и духовна близост на двата народа има руската общност, която предоставя цялостна подкрепа в областта на средното и висшето образование (стипендии, обучение на учители, състезания), изследване на руския език в училищата. През 2013 г. ще се установи контакт между 15 молдовски училища с преподаване на руски език с 15 училища от Санкт Петербург. Специално внимание ще се отдели на подготовката за честване през 2015 г. на 70-годишнината от завършването на Великата отечествена война.

## Русия или ЕС
След 20 години независимост Молдова се оказва в геополитическа „задънена улица“. От гледна точка на мнозина кишиневски експерти Република Молдова се намира на кръстопът между Русия и Европейския съюз, а интеграцията в европейска или източна насока е само въпрос на време.
Политиката на Русия по-скоро ще е насочена към привличане на Молдова, като предложи на страната неща, които Западът няма как да направи. Благодарение на езика, църквата и носталгията Москва надиграва ЕС в региона. Тя не налага визови ограничения на желаещите да работят и пътуват граждани на бившите съветски държави. Руските медии са основни играчи на информационния пазар. Основен елемент на руската мощ остават и енергийните ресурси. Москва също така предоставя кредити на затруднените държави, които идват с непрозрачни и неясни условия.
Сценарият за интегриране на Република Молдова с Европейския съюз изглежда абсолютно невъзможен. В контекста на световната икономическа криза политическата цена на приемането в Европейския съюз на най-бедната страна на Източна Европа ще е прекалено висока, а стратегическата изгода – нулева.
Молдова е в сложно положение. Управляващият елит иска, но не може да я интегрира в Европейския съюз. Интеграцията с Митническия съюз е възможна, но е неизпълнима, докато в самата Молдова не се появи мощна политическа сила, на която да се доверяват избирателите-евроскептици. Създава се впечатлението, че главен проблем на Република Молдова е, че това положение напълно задоволява ръководството на страната.
Най-вероятен изглежда сценарият на „вечната“ неопределеност, поради която Молдова ще бъде „затисната“ между двата политически блока, без да има изгода от това уж неутрално положение.